# 영주 부석사 무량수전 앞 석등
영주 부석사 무량수전 앞 석등(榮州 浮石寺 無量壽殿 앞 石燈)은 대한민국 경상북도 영주시 부석면 북지리 부석사 무량수전 앞에 있는 남북국 시대 신라의 석등이다.
대한민국 국보 제17호로 지정되어 있으며, 높이는 2.97m이다. 8각을 기본형으로 하며 화강암으로 만든 것이다. 화려하고 아름다워 신라시대의 석등 가운데 최고로 꼽는다.

## 세부 조각
하대석에 8엽 복판 연꽃잎이 조각되어 있는데, 잎의 끝마다 귀꽃이 달려 있다. 장흥 보림사 석등과 문경 축서사 석등에서만 그 예를 찾아볼 수 있다. 상·하대석 모두 연꽃잎 사이에 마디 무늬가 새겨져 있으며, 간주석 받침에 굽이 있다. 상대석 연꽃잎 안 보상화(寶相華) 무늬에 떡잎이 장식되어 있다. 화사석의 벽마다 보살 입상이 조각되어 있다. 옥개석 아래에 절수구가 설치되어 있다.

## 사진

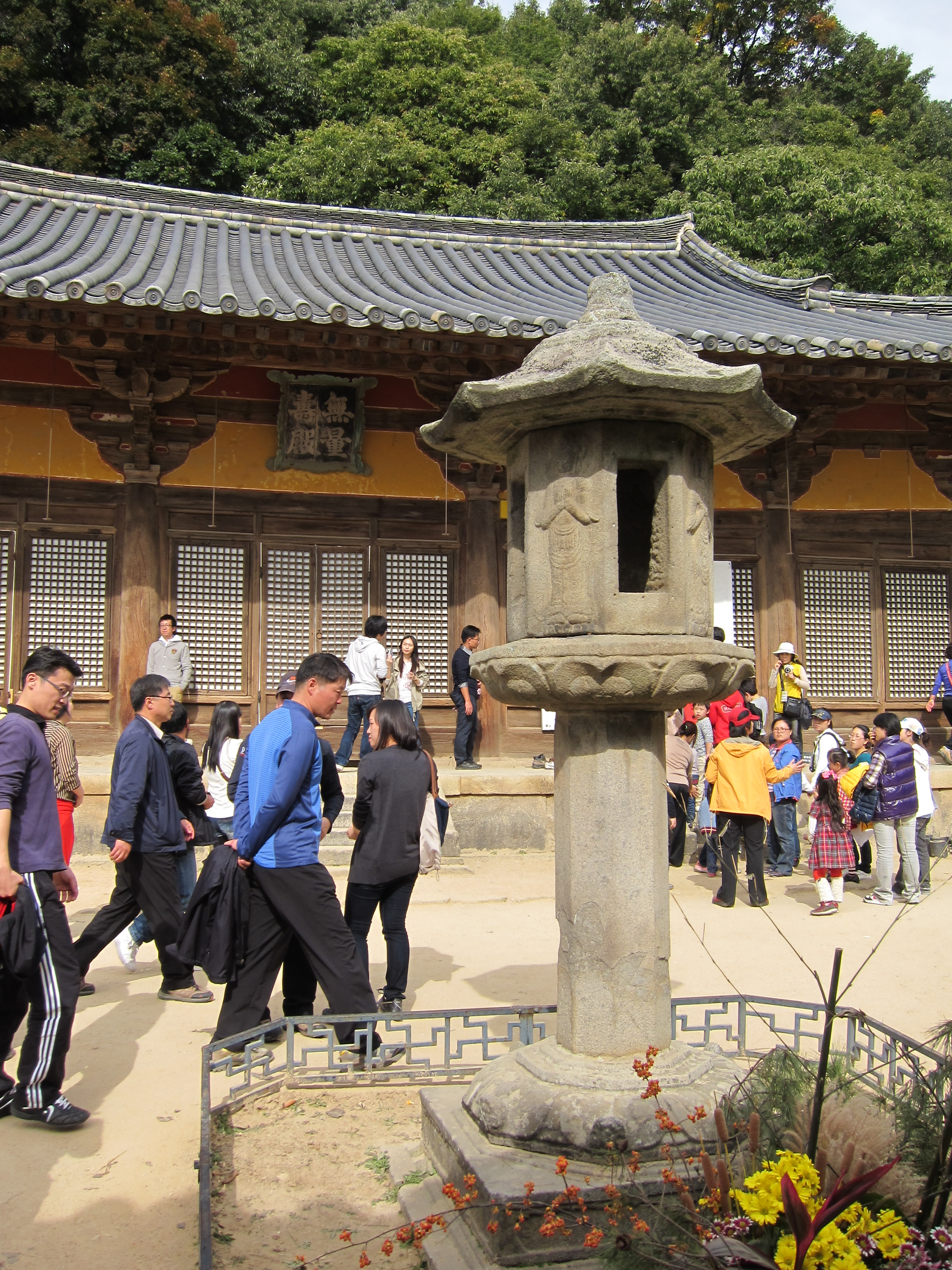
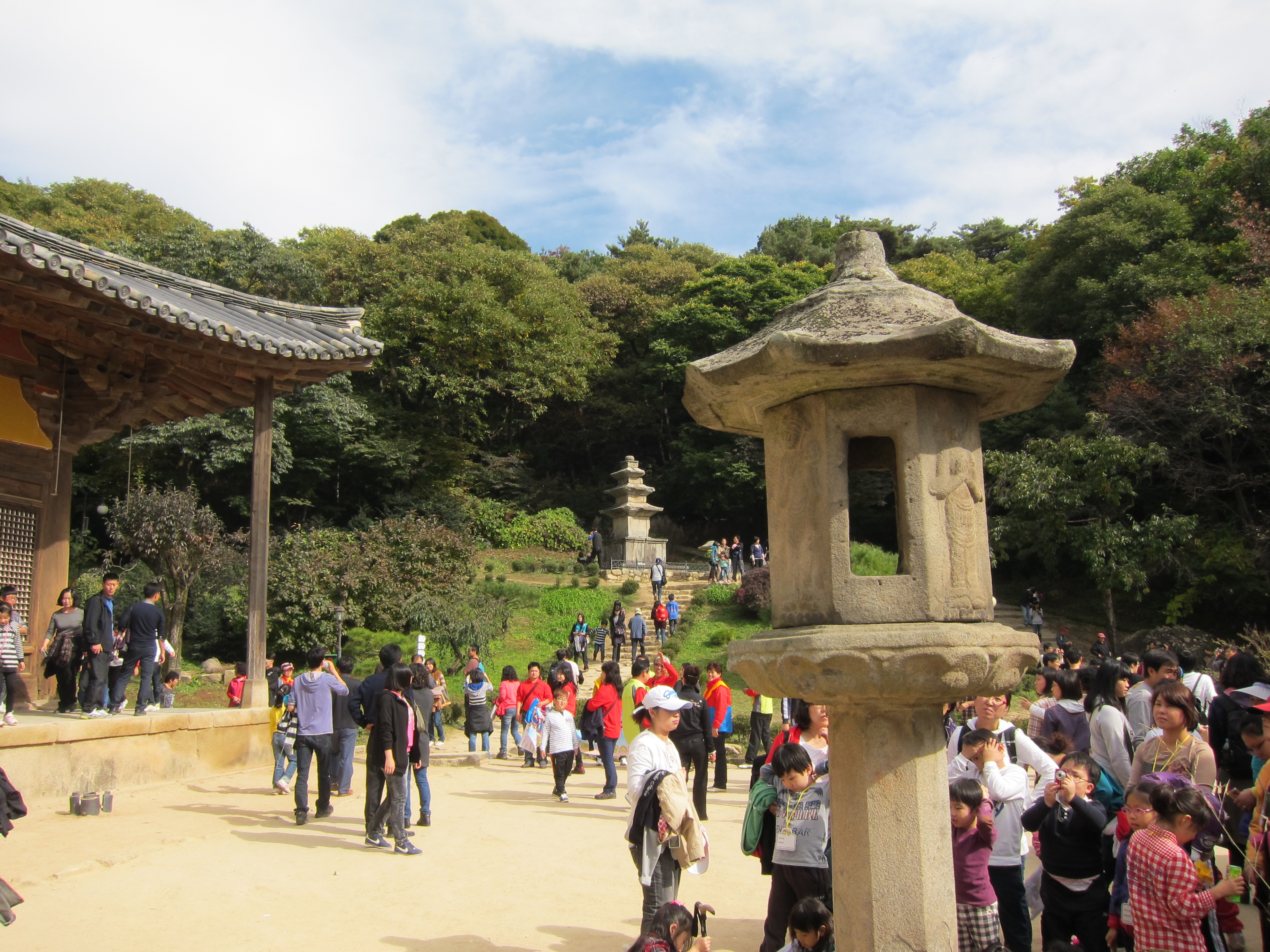
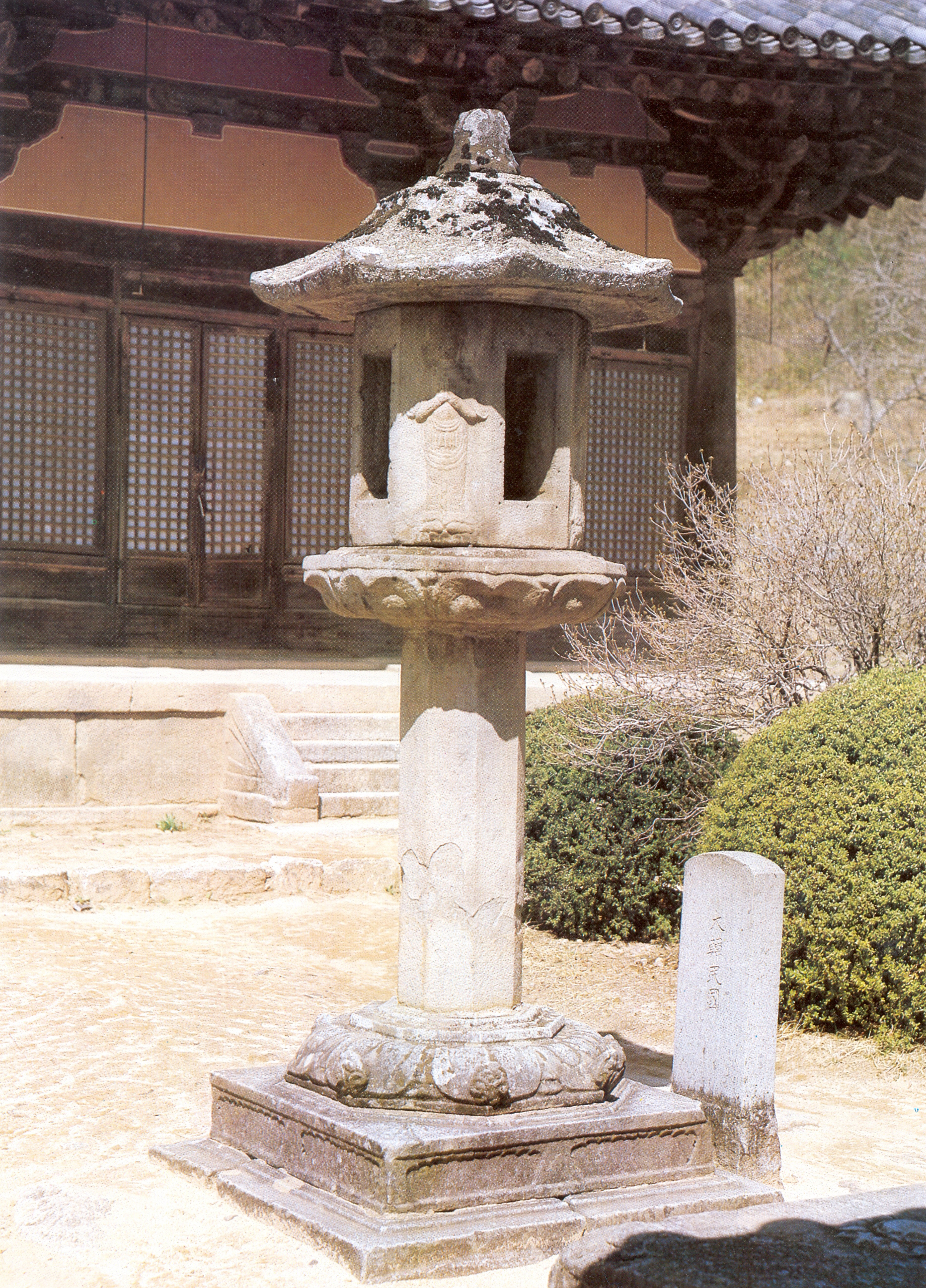
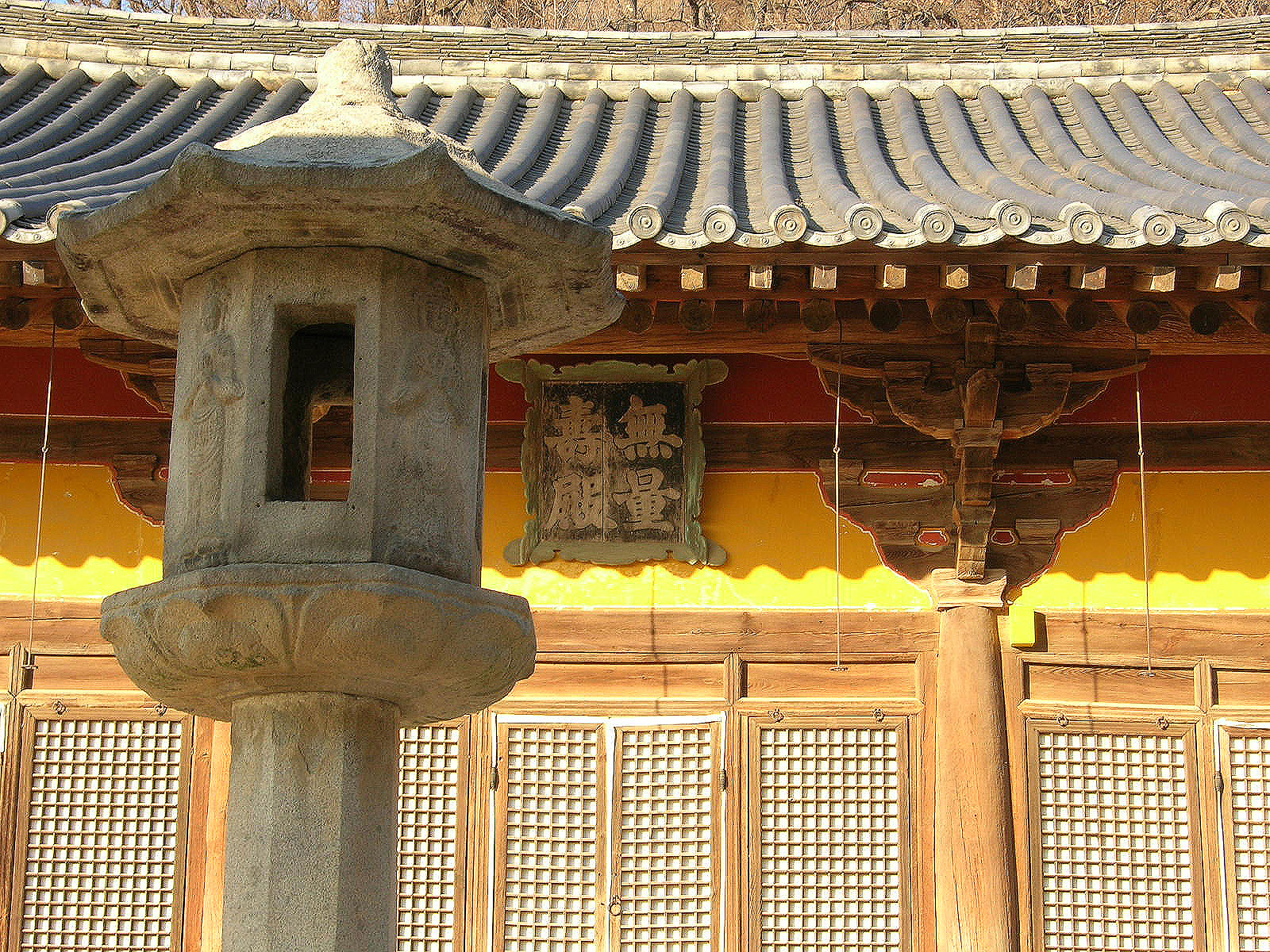

## 참고자료
- 영주 부석사 무량수전 앞 석등 - 국가유산청 국가유산포털